# Leopold Baumberger

Wappen von Leopold Baumberger

Leopold (Jürgen) Baumberger OPraem  (* 1987 in Steyr) ist Abt des Stiftes Wilten in Innsbruck und Stellvertreter des Generalabts des Prämonstratenserordens.

## Leben
Jürgen Baumberger studierte Pharmazie an der Karl-Franzens-Universität Graz. Nach der Fachprüfung für den Apothekerberuf trat er in das Priesterseminar der Diözese Linz ein und studierte Katholische Fachtheologie an der Leopold-Franzens-Universität Innsbruck. Er schloss seine diversen Studiengänge mit einem Mag. pharm., Mag. theol. und B.A. ab. In dieser Zeit lernte er den Orden der Prämonstratenser im Stift Wilten kennen, in den er 2014 eintrat. Er nahm den Ordensnamen Leopold an. Nach der Ewigen Profess am 25. November 2018 wurde er am 17. März 2019 zum Diakon und bereits am darauffolgenden 30. Juni von Bischof Hermann Glettler zum Priester geweiht. Seitdem war D. Leopold als Kooperator im Seelsorgeraum Sellraintal, ist seit 2021 Feuerwehrkurat und seit 2022 Schützenkurat sowie Bereichsseelsorger für den Malteser-Hospitalsdienst Tirol.
Am 4. Mai 2023 wählte ihn das Kapitel des Stiftes Wilten zu seinem 56. Abt. Er folgt Prälat Raimund Schreier, der aus Altersgründen auf sein Amt verzichtet hat. Mit 35 Jahren gehört Leopold Baumberger zu den jüngeren Äbten in der Geschichte des Stifts. Dennoch ist er nicht der jüngste Abt: Abt Alois Stöger und Abt Heinrich Schuler wurden ebenfalls im Alter von 35 Jahren gewählt. Prälat Gregor von Stremer war bei seiner Wahl im 18. Jahrhundert erst 31 Jahre alt. In einer ersten Stellungnahme nach seiner Wahl erklärte Baumberger, er wolle die „Spuren des Glaubens“ in Wilten pflegen, die bis in die Zeit der Römer zurückreichten. Jede Generation habe den Auftrag, diese Geschichte weiterzuschreiben.
Bischof Hermann Glettler erteilte ihm am 4. Juni 2023 in der Stiftskirche Wilten die Abtsbenediktion, in deren Rahmen er die Pontifikalien (Mitra und Hirtenstab) überreicht bekam.
Anfang August 2024 wurde Baumberger beim Generalkapitel der Prämonstratenser in der tschechischen Abtei Strahov zum Stellvertreter von Generalabt Jos Wouters ernannt. Als solcher ist er Vikar des Generalabts für die deutschsprachige Zirkarie des Ordens.